# Conrad Carl Theodor Ernst Döbbelin
Conrad Carl Theodor Ernst Döbbelin (17. November 1799 in Neubrandenburg – 13. Dezember 1856 in Coburg) war ein deutscher Theaterschauspieler, -regisseur und -leiter.

## Leben
Döbbelin, Sohn des Conrad Carl Casimir Döbbelin und der Auguste Feige betrat bereits als Kinderdarsteller die Bühne seines Vaters. Er musste jedoch, auf Wunsch seiner Eltern, zunächst mehrere Jahre eine Handelsschule in Magdeburg besuchen, da diese ihn zum Kaufmann ausbilden lassen wollten.
Dennoch hielt ihn dies nicht ab, 1817 in Posen bei der Deutschen Gesellschaft in größeren Rollen zu debütieren. Auf seiner Reise durch Deutschland, Holland und Russland gewann er immer mehr Bühnenroutine, und gefiel in komischen und Charakterrollen. 1821 starb sein Vater und er wurde dessen Nachfolger als Leiter der Gesellschaft.
Aus dieser bildete sich das Hoftheater zu Köthen, dem er ebenfalls als Direktor vorstand. Obwohl durchaus für diesen Beruf geeignet zog er es jedoch vor 1823 ein Engagement bei der Pichlerschen Gesellschaft in Bremen anzunehmen. Bereits 1824 schied er jedoch wieder und ging erneut auf ausgedehnte Kunstreisen. 1826 schloss er sich der Eberweinschen Gesellschaft an. Mit dieser kam er 1827 in Gotha an.
Dort endete sein Wandertrieb, denn er trat als Schauspieler und später als Regisseur in die neugegründete Hofbühne Coburg-Gotha. 1838 erhielt er an dieser Bühne eine lebenslange Anstellung.
Zunehmende Kränklichkeit zwang ihn 1844 die Regie aufzugeben und 1851 musste er auch das Schauspiel beenden. Er starb am 13. Dezember 1856 in Coburg.
Verheiratet war er mit Auguste Döbbelin.